# Presa La Yesca

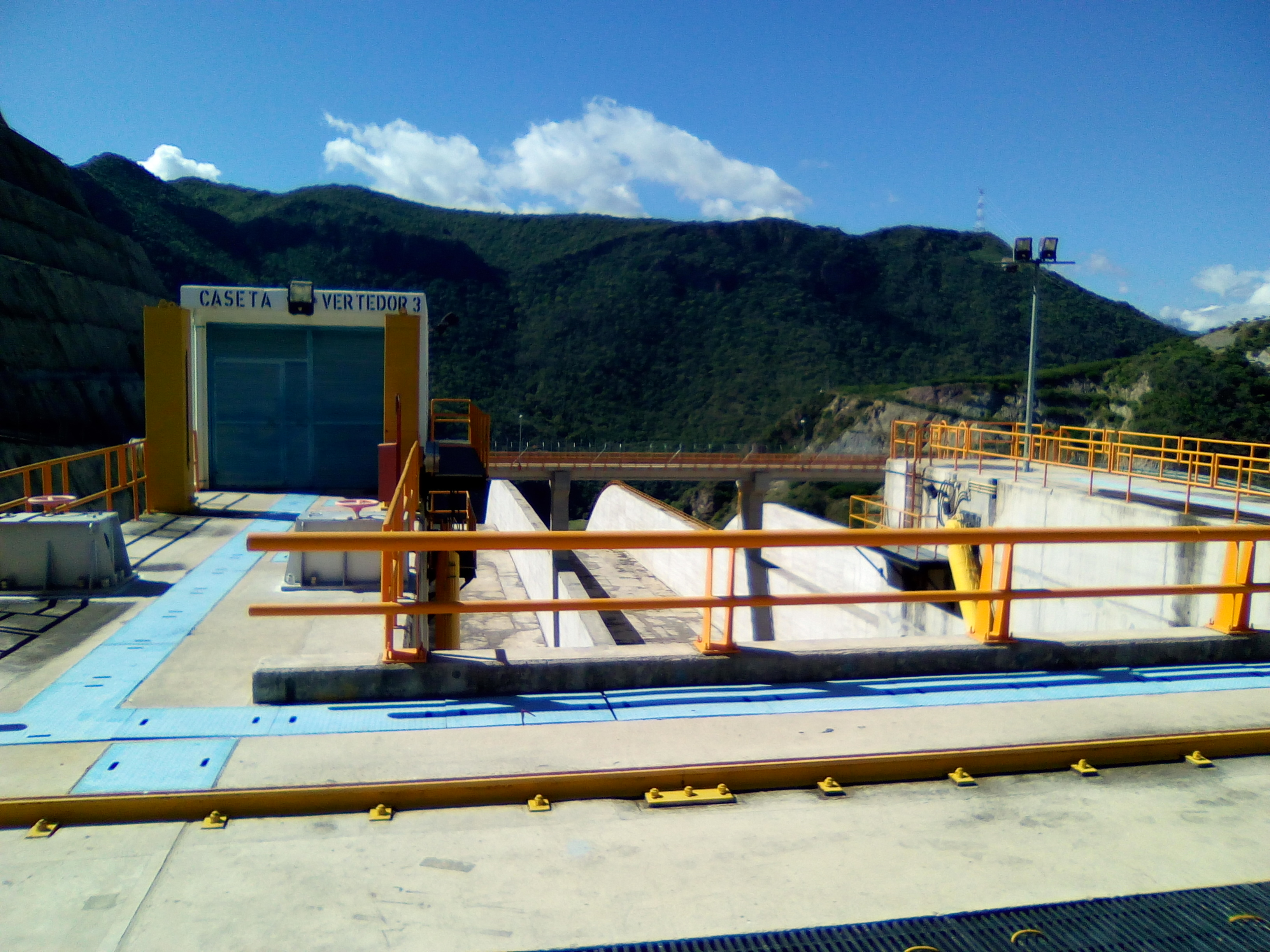
Zona de compuertas.

La Presa La Yesca, oficialmente Proyecto Hidroeléctrico "Alfredo Elías Ayub", es una presa y central hidroeléctrica ubicada en el cauce del Río Grande de Santiago en el municipio de La Yesca, Nayarit y Hostotipaquillo, Jalisco. Tiene una capacidad para generar 750 megawatts de energía eléctrica,  con un embalse aproximado a  1,392 millones de metros cúbicos. Tuvo un costo aproximado de 768 millones de dólares. Esta presa es parte del sistema hidrológico del Río Grande de Santiago formado por la Presa Aguamilpa y la Presa El Cajón que en conjunto generan 4,300 MW. Fue inaugurada el 6 de noviembre de
2012.